# Xã
Een xã is in de bestuurlijke indeling van Vietnam een eenheid op het derde, laagste niveau in de landelijke gebieden. Xã kan vertaald worden als 'landelijke gemeente'. De districten in Vietnam vormen het hogere, tweede niveau.
De term xã wordt in Vietnam ook ruimer gebruikt, om te verwijzen naar alle bestuurlijke indelingen op het laagste niveau. Dat wil zeggen, ook voor gemeenten (cả xã), (phường, een soort wards) en stadjes (thị trấn). Een xã hoeft geen grote woonkern te hebben en kan dus bestaan uit verschillende gehuchten.
In 2011 waren er 11.112 xã's in Vietnam. In 2016 was dat gestegen tot 11.159, in 2020 gedaald tot 10.767.